# Wilhelm von Diez
Albrecht Christoph Wilhelm von Diez (n. 17 ianuarie 1839, Bayreuth, Franconia Superioară, Regatul Bavariei – d. 25 februarie 1907, München, Imperiul German) a fost un pictor și ilustrator german al școlii muncheneze.

## Biografie
A urmat o școală profesională la München, urmată de Școala Politehnică (precursoarea Universității de Tehnologie) din anul 1853 până în 1855 și, din 1855, s-a înscris la Academia de Arte Frumoase din München unde a fost pentru un scurt timp student al lui Karl von Piloty. El nu a stat foarte mult timp la Academie, preferând să învețe pictura autodidact.
Diez a devenit cunoscut pentru prima oară ca ilustrator prin desenele pe care le-a realizat pentru Fliegende Blätter, o revistă satirică săptămânală. În anul 1871, el a ilustrat istoria lui Schiller a războiului de treizeci de ani. Ulterior, el s-a îndreptat spre pictura de gen și peisaje.
La începutul aceluiași an, cu sprijinul lui Wilhelm von Kaulbach, Diez a devenit educator la Academie și a fost în curând ridicat la rangul de profesor. În această poziție, el nu numai că avea o influență majoră asupra elevilor săi (printre care Franz Marc, Fritz Osswald, Max Slevogt, Wilhelm Trübner, Ludwig von Löfftz, Heinrich Lefler, Carl Max Schultheiss și Fritz Mackensen), ci și a întregii școli din München, ceea ce a dus la o abordare mai coloristă.

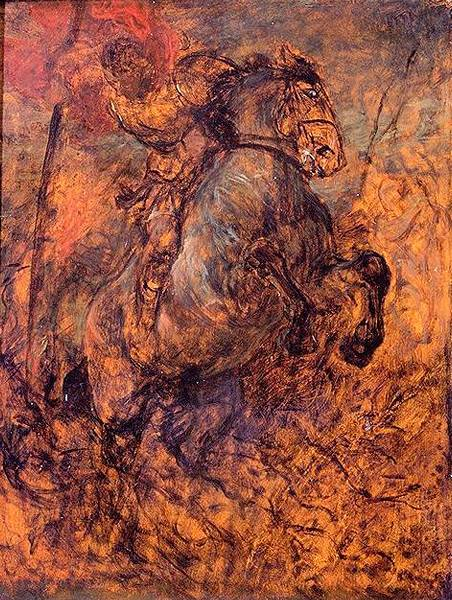
Studiu pentru Sfântul Gheorghe, dragonul (1897)

## Opera
Toate în Galeria Națională (Berlin):
- Waldfest , (Festivalul pădurilor);
- Totes Reh (Deer Deer);
- Sankt Georg der Drachentöter , (Studiu pentru Sfântul Gheorghe, dragonul).